# Augusta Springs
 (février 2025).
Augusta Springs est une census-designated place située dans le comté d'Augusta, dans l’État de Virginie, aux États-Unis. Lors du recensement de 2020, elle comptait 236 habitants.